# John FitzGerald (1er comte de Kildare)
Pour les articles homonymes, voir John FitzGerald (homonymie) et FitzGerald.
John fitz Thomas FitzGerald (né vers 1250 – mort 12 septembre 1316) est un noble du baronnage anglo-normand d'Irlande qui est 4e seigneur d'Offaly à partir de 1287 et qui devient ensuite  le 1er comte de Kildare en 1316

## Biographie
John est le fils ainé de Thomas (mort en 1271), le fils de  Maurice FitzGerald, et de Rohesia de St. Michel. Il devient le 4e seigneur d'Offaly, en 1287 après la mort de son oncle Maurice FitzMaurice FitzGerald,
Pendant le règne d'Édouard Ier d'Angleterre de nombreux guerre internes éclatent en Irlande souvent liés à la rivalité entre la famille de Bourg et la famille FitzGerald  C'est dans ce contexte qu'il conclut le 26 avril 1289 un pacte avec Piers de Bermingham, baron de Tethmoy, qui entre dans sa vassalité John apparaît toutefois sur le devant de la scène à partir de 1291 lorsqu'un sérieux conflit l'oppose à William de Vesci, seigneur de  Kildare, Lord justicier d'Irlande , à qui l'on reproche son autoritarisme et sa négligence dans la défenses du pays. John FitzGerald prend la tête des opposants. Au lieu de s'attacher à régler les différents de Vesci accuse Fitzgerald de délits mineurs calomnie et diffamation. FitzGearld porte alors l'affaire devant le roi Édouard Ier qui après avoir examiné les charges et afin de  juger avec impartialité convoque les deux parties à Londres  pour plaider leur cause. Fitz Gerald  propose de prouver sa bonne foi lors d'un combat ce qui est accepté. Toutefois, de Vesci s'enfuit en France, et le roi déclare le seigneur d'Offaly innocent, il lui attribue les domaines de  Vesci; les châteaux de Kildare, Rathangan qui avaient été confisqués par la couronne.
En 1298 il entre en guerre contre Áed mac Eógain Ua Conchobair qui est capturé et qui perd une partie de ses hommes et son bétail. Il prend sa revanche en détruisant le château de Sligo ce qui provoque une nouvelle guerre  En 1296 et 1299 John fitz Thomas est convoqué dans l'armée de la du royaume d'Angleterre lors des campagnes du roi Édouard II d'Angleterre contre le royaume d'Ecosse. Avec John Wogan, Lord justicier nommé le 18 octobre 1297, et d'autres il combat une troisième fois en Écosse en 1301-1302,
En 1307, avec son gendre Edmond Butler comte titulaire de Carrick, ils dispersent un parti de rebelles irlandais en Offaly qui avait rasé le château de Geashill et brulé la cité de Laois. En 1312 il est envoyé comme commandant en chef d'une armée au  Munster afin de réduire une troupe de rebelles. Le 25 mai 1315, Édouard Bruce, frère du roi Robert Bruce d'Écosse, pénètre dans le nord de l'Irlande avec 6 000 hommes, il est couronné Roi d'Irlande à Dundalk, et dévaste le pays. Le seigneur d Offaly, comme d'autres de ses pairs mènent une vigoureuse mais sporadique résistance aux forces de Bruce, faisant  grand massacre de Scots et d'irréguliers irlandais à son service. Édouard Bruce sera plus tard défait et tué aux environs de Dundalk, à Faughart, la  14 octobre 1318.
Le roi  Édouard II d'Angleterre crée Fitzgerald comte de Kildare par lettre patente en date du 14 août 1316, Cette même année il fonde le prieuré augustinien d'Adare,dans le Comté de Limerick.Il meurt le dimanche 12 septembre 1316, à Laraghbryan, près de Maynooth et il est inhumé dans chez les frères franciscains de Kildare.

## Union et postérité
Il avait épousé Blanche de La Roche, fille de John de La Roche, Seigneur de Fermoy et de Maud Waley  qui lui donne:
- Gerald (mort en 1303)
- Thomas FitzGerald, 2e comte de Kildare, son successeur.
- Joan FitzGerald, épouse en 1302, Edmond Butler, comte de Carrick.
- Elizabeth FitzGerald, époise Nicolas Netterville, ils sont les ancêtres des vicomtes Netterville.

## Sources
- (en) T.W Moody, F.X. Martin, F.J. Byrne, A New History of Ireland IX Maps, Genealogies, Lists. A companion to Irish History part II, Oxford, Oxford University Press, 2011 (ISBN 978-0-199-59306-4)
- (en) Clare Downham, Medieval Ireland, Cambridge, Cambridge University Press, 2018 (ISBN 978-1-906-71606-6)
- (en) Art Cosgrove (sous la direction de), New History of Irland,Volume II ‘’Medieval Ireland 1169-1534’’, Oxford, Oxford University Press, 2008 (ISBN 978-0-199-53970-3)